# Videogioco strategico in tempo reale
Un videogioco strategico in tempo reale (detto anche RTS, dall'inglese Real Time Strategy) è un videogioco di strategia in cui, a differenza dei videogiochi a turni, l'azione fluisce in modo continuo, lasciando ai giocatori la possibilità di agire in qualsiasi istante. 
Il termine "strategia" in questo contesto si riferisce al fatto che il giocatore controlla interi eserciti e non singole unità o personaggi. Alcune fonti intendono "strategia" in senso più ampio, includendo nella categoria degli RTS anche videogiochi non a sfondo bellico, come Sim City, Zoo Tycoon, solitamente definiti gestionali.

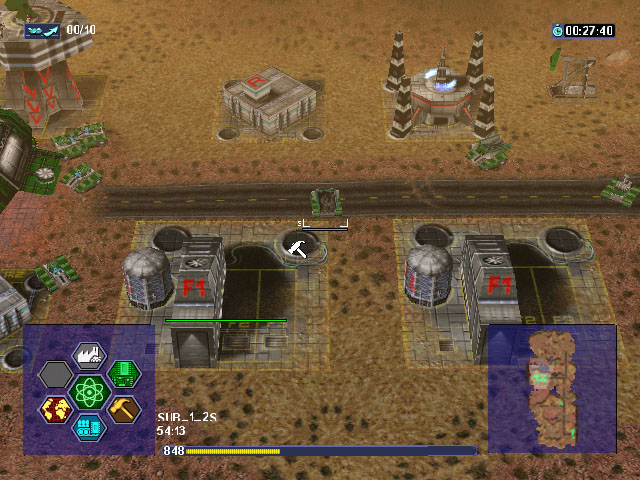
Warzone 2100: scena della base del giocatore. In basso a destra è visibile la minimappa, al centro una unità selezionata.

Tra le serie RTS più famose vanno ricordate le serie di Warcraft e Starcraft, Command & Conquer, Age of Empires, The Settlers, Europa Universalis, Empire Earth e Stronghold (quest'ultimo con caratteristiche anche gestionali).

## Storia
Fra i precursori dei moderni RTS si possono citare The Ancient Art of War (prodotto da Evryware e distribuito da Brøderbund nel 1984); Nether Earth per ZX Spectrum e Darkhorn per Apple II/Commodore 64 (1987); e Herzog Zwei per Sega Mega Drive (1989). Il primo esempio di RTS nel senso in cui il termine viene inteso oggi, tuttavia, è Dune 2, prodotto nel 1992 dalla Westwood, casa che in seguito mantenne una posizione di leadership nel mercato degli RTS sviluppando la fortunatissima serie Command & Conquer. Dune 2 introdusse alcuni elementi che oggi vengono considerati parte della definizione stessa di RTS: la costruzione di edifici (mutuata da SimCity), la raccolta di risorse, e il controllo diretto delle unità.
Dopo il successo di Dune 2, quello degli RTS è divenuto uno dei generi di videogiochi più popolari. Sebbene alcuni concetti di fondo rimangano in sostanza invariati in tutti i prodotti di questo genere (per cui i detrattori degli RTS sostengono che la maggior parte di questi giochi sono solo cloni), le innovazioni che si sono andate sommando nel corso degli anni all'interno del filone degli RTS sono oggettivamente numerose. Molti degli RTS più innovativi sono anche fra i più celebri.
L'ambientazione degli RTS può variare in modo notevole. Ci sono RTS con ambientazione storica (ad esempio la serie degli Age of Empires, i videogiochi Empire Earth, Rise of Nations, Empires: Dawn of the Modern World ed la serie degli Hegemony), fantasy (la serie Warcraft, Il Signore degli Anelli: La battaglia per la Terra di Mezzo) o mitologica (Age of Mythology), fantascientifica spaziale (Total Annihilation, StarCraft, Homeworld), fantapolitica (le serie Tiberium e Red Alert di Command & Conquer).

## Dinamica generale di gioco
Sebbene la categoria degli RTS sia molto ampia e quindi comprenda giochi anche molto diversi fra loro, talvolta dotati di peculiarità uniche, vi sono alcuni elementi che si possono considerare sostanzialmente costanti in tutti i giochi e che quindi, in pratica, "definiscono" il genere RTS. (L'importanza storica di Dune 2 consiste proprio nel fatto che si tratta del primo gioco in cui tutti questi elementi sono presenti). Questa sezione descrive per sommi capi questi elementi, rimandando a sezioni specifiche per l'approfondimento di alcuni aspetti chiave.

### Ambientazione
L'azione di un RTS si svolge su una mappa che può rappresentare, a seconda dell'ambientazione del gioco, una regione geografica, un quadrante di spazio siderale, e così via. Il giocatore controlla un certo numero di unità, ossia di personaggi e mezzi in grado di spostarsi sulla mappa, e un certo numero di edifici. La visibilità che il giocatore ha della mappa complessiva è generalmente limitata al campo visivo delle sue unità.

### Controllo delle unità
Le unità sono generalmente controllabili selezionandole e assegnando loro compiti da svolgere. Per esempio si possono assegnare unità alla raccolta di risorse, alla costruzione di edifici o al combattimento con gli avversari (vedi sotto). Le unità degli RTS esibiscono tutte un certo livello di cosiddetta "intelligenza artificiale" (AI), ovvero sono in grado di stabilire autonomamente un piano di lavoro dettagliato in risposta a un comando "generico" che venga loro impartito. Per esempio, un'unità a cui sia ordinato di raccogliere legna in un bosco sceglierà autonomamente la strada da percorrere per portarsi nel luogo indicato, si sposterà nel bosco più vicino quando tutti gli alberi della zona saranno stati abbattuti, e così via. Analogamente, un'unità militare a cui sia assegnato il compito di attaccare il nemico porterà l'attacco senza necessità di ulteriori interventi da parte del giocatore. Grazie alla AI delle unità, il giocatore umano può quindi riuscire a controllare un mondo anche molto popolato e complesso in modo relativamente semplice. Quanto maggiore è l'autonomia decisionale delle unità, tanto più il gioco si dice orientato alla macro-gestione (macromanagement); si parla invece di micro-gestione (micromanagement) per quegli RTS che necessitano di una supervisione più dettagliata dell'operato delle unità in campo. Un elemento di macromanagement presente in quasi tutti gli RTS è la possibilità di formare gruppi di unità e inviare comandi all'intero gruppo. Negli RTS più moderni sono stati introdotti nuovi elementi che facilitano la macro-gestione; per esempio, le unità inattive cercano autonomamente di rendersi utili auto-assegnandosi compiti da svolgere in attesa di un comando esplicito del giocatore.

### Risorse
Sulla mappa sono generalmente disponibili un certo numero di risorse diverse (ad esempio oro e legna) che alcune unità sono in grado di raccogliere. L'acquisizione di risorse è quindi uno degli elementi fondamentali degli RTS. Le unità che raccolgono risorse in genere sono unità civili, ovvero non sono in grado di combattere o possono farlo solo in modo molto limitato.
In alcuni RTS, e in particolare nei primi, esiste un unico tipo di risorsa (per esempio il "Tiberium" in Command & Conquer). Nella maggior parte degli RTS moderni esistono più tipi di risorse, per cui al giocatore viene posta la questione strategica di scegliere quali percentuali delle proprie unità civili dedicare alla raccolta di ciascuna delle risorse disponibili. Questa scelta è significativa perché diverse risorse (o combinazioni di risorse) sono necessarie per progredire lungo diverse linee di sviluppo (vedi sotto).

### Linee di sviluppo
Le risorse via via raccolte possono essere spese in vari modi:
- per costruire nuovi edifici; questa attività in genere richiede l'impiego di unità civili;
- per "addestrare" (creare) nuove unità; questa attività in genere richiede la disponibilità di edifici di tipo specifico (p.es. caserme, fabbriche di carri armati, aeroporti);
- per "ricercare" (sviluppare) nuove tecnologie; questa attività in genere richiede la disponibilità di edifici specifici (p.es. biblioteche, università). Inoltre, le tecnologie sono generalmente legate da un insieme di dipendenze noto come albero tecnologico: in altre parole, lo sviluppo di una tecnologia può avere come prerequisito il precedente sviluppo di una o più altre tecnologie. L'acquisizione di nuove tecnologie porta vantaggi di diversi generi: maggiore efficienza nella raccolta di risorse, maggiore potenza delle unità militari, disponibilità di nuovi tipi di edifici e di unità e così via.

#### Epoche
Negli RTS cosiddetti "a epoche", l'albero delle tecnologie è organizzato attorno ad alcuni "progressi" tecnologici fondamentali, da eseguire in sequenza, ciascuno dei quali sblocca un grande numero di nuove possibilità. Questo schema è particolarmente utilizzato nei giochi ad ambientazione storica, in cui appunto questi progressi vengono identificati con un cambiamento di epoca. In Age of Empires, per esempio, il giocatore parte "nel Paleolitico", epoca nella quale solo poche costruzioni, unità e tecnologie sono disponibili; il passaggio al Neolitico (che ha un determinato costo in termini di risorse) apre nuove possibilità (per esempio la creazione di fattorie). In molti RTS storici, il passaggio da una epoca alla successiva comporta anche la trasformazione istantanea di tutti gli edifici, che acquisiscono un aspetto diverso (per riflettere il diverso stile architettonico della nuova epoca) ed eventualmente anche caratteristiche funzionali diverse (diversa resistenza al fuoco nemico, diverso ritmo di produzione delle unità, e via dicendo). Tale trasformazione istantanea si applica in alcuni casi anche alle unità, che in certi casi cambiano completamente: ad esempio in Rise of Nations, al passaggio all'età moderna, le unità a cavallo diventano automezzi.

#### Strategie
In accordo con quanto detto sopra, si può osservare che il giocatore può perseguire almeno tre linee di sviluppo, interdipendenti ma distinte: militare (produzione di nuove e più potenti unità militari), economica (aumento del ritmo di raccolta risorse), tecnologica (ricerca di tecnologie). I progressi in tutte e tre le direzioni costano risorse, costringendo quindi il giocatore a scelte strategiche nell'uso delle risorse acquisite. I diversi approcci in questo senso corrispondono a "pattern strategici" ai quali spesso gli appassionati del genere hanno persino attribuito dei nomi specifici. Per esempio, la strategia del rushing consiste nello spendere la maggior parte delle risorse, fin dall'inizio della partita, nell'addestramento di unità militari, per attaccare subito gli avversari, cercando di trovarli impreparati. L'approccio opposto, detto booming consiste nel concentrare inizialmente tutte le risorse nello sviluppo economico (creazione di nuove unità civili per potenziare la raccolta risorse); quando il flusso di ingresso delle risorse è sufficientemente copioso, sarà possibile recuperare rapidamente anche rispetto alle altre linee di sviluppo, a patto naturalmente che il booming non sia ostacolato, per esempio, da azioni di disturbo di un avversario che ha scelto la via del rushing.

### Il combattimento
In tutti gli RTS, il giocatore può creare unità militari di molti diversi tipi, con caratteristiche diverse. In particolare, ciascun tipo di unità è adatto a un particolare contesto di combattimento. In un RTS con ambientazione classica o medioevale, per esempio, ci saranno unità dedicate al combattimento ravvicinato (spadaccini), al combattimento a distanza (arcieri, frombolieri), all'attacco a edifici (arieti, trabucchi). Nella maggior parte dei casi, le diverse unità disponibili sono legate da una relazione che, con espressione mutuata dalla morra cinese, si chiama genericamente rock-paper-scissors (letteralmente "pietra-carta-forbici", spesso abbreviato in RPS). In altre parole, ogni unità ha una propria "contro-unità" contro la quale è particolarmente vulnerabile. Per esempio, la contro-unità delle unità a cavallo sono lance e picche; la contro-unità delle corazzate sono i sottomarini; la contro-unità dei bombardieri sono i caccia. La logica RPS garantisce che non sia quasi mai possibile vincere una partita semplicemente "ammassando" unità dello stesso tipo, perché in questo modo si sarebbe esposti a un contrattacco da un gruppo anche ridotto delle contro-unità appropriate.

### Condizioni di vittoria
In generale, la vittoria si consegue affermando la propria supremazia nei confronti degli avversari o sottomettendo i comandanti nemici. Se i primi RTS consideravano centrale l'aspetto militare, facendo quindi coincidere la vittoria con la distruzione degli avversari, negli ultimi anni si sono diffuse negli RTS nozioni di vittoria alternative che in sostanza attribuiscono maggiore importanza anche agli aspetti economici e tecnologici. Uno dei primi esempi in questo senso apparve in Age of Empires: si può infatti vincere anche costruendo e difendendo una "meraviglia", ovvero un edificio particolarmente costoso in termini di risorse, quindi accessibile solo al giocatore che abbia investito in campo economico (esempi di meraviglie di Age of Empires sono per esempio il Colosseo o le Piramidi). Giochi più moderni come Rise of Nations hanno introdotto ulteriori condizioni di vittoria che si possono considerare rappresentative di una schiacciante supremazia in altri campi (tecnologico, politico, civile e così via).

### Simmetria
La maggior parte degli RTS sono giochi "simmetrici", nel senso che gli avversari che il giocatore affronta (siano essi controllati dal computer o da altri giocatori) agiscono secondo le stesse regole fondamentali (raccolgono risorse, costruiscono una base, addestrano unità eccetera). Un'eccezione a questa regola è per esempio Stronghold, gioco di ambientazione medioevale in cui il giocatore costruisce un castello e lo deve difendere da orde di nemici provenienti a determinati intervalli dall'esterno della mappa.
Anche nei giochi simmetrici, è invece piuttosto comune che il giocatore possa scegliere fra un certo numero di civiltà, razze, o fazioni diverse, caratterizzate da diversi tipi di unità, edifici, tecnologie e così via. In questo caso, un elemento a cui si attribuisce notevole importanza nella valutazione della progettazione di un RTS è l'equilibrio fra le diverse razze. Giochi come StarCraft devono gran parte del loro fascino al fatto di contrapporre razze completamente diverse fra loro le cui caratteristiche, tuttavia, si controbilanciano perfettamente. Questo elemento è ovviamente molto gradito ai giocatori poiché garantisce una maggiore varietà al gioco.

### Strategia e tattica
I giochi in tempo reale che non consentono la raccolta di risorse, la costruzione di edifici o l'addestramento di unità (per esempio Myth e Ground Control) escono quindi dai canoni "classici" degli RTS; alcune fonti li classificano come giochi di tattica in tempo reale, RTT.

## Videogiochi di conquista in tempo reale
Un derivato dei videogiochi RTS è il genere dei RTC, cioè Real Time Conquest, in italiano Conquista in tempo reale, orientato molto di più alla conquista delle risorse che alla produzione. In questo genere di videogiochi le strutture per produrre risorse non vengono costruite, ma sono già presenti sulla mappa e non possono essere distrutte ma solamente catturate. Inoltre le risorse non sono già disponibili appena raccolte, ma vengono stipate in una struttura dalla quale verranno inviate negli edifici dove verranno utilizzate. Un esempio di gioco RTC è Imperivm, ma vi rientra anche Z nella categoria.